# Mousesports
mousesports (kurz mouz) ist eine deutsche E-Sport-Organisation. Derzeit stellt mousesports unter anderem Mannschaften in den Computerspielen Counter-Strike 2, Starcraft II, Tom Clancy’s Rainbow Six Siege, FIFA, Dota 2 und Rocket League, seit April 2016 auch für das mobile MOBA Vainglory.
In der Counter-Strike-Serie war mousesports im Januar 2016 mit 18 Titeln Rekordmeister in der ESL Meisterschaft. Zu den größten internationalen Erfolgen von mouz zählen Top-3-Platzierungen auf den World Cyber Games und dem Electronic Sports World Cup sowie der erste Platz auf den ESL Intel Extreme Masters II.
mousesports hat seit 2002 über 8,2 Mio. US-Dollar an Preisgeldern gewonnen.

## Geschichte
Gegründet wurde mousesports am 24. März 2002 aus dem damals sehr stark auftretenden Counter-Strike-Team von mystical lambda (kurz mλ*). Am 18. Oktober des gleichen Jahres löste sich mousesports von dem Label eSportCenter und wechselte zum Management der Freaks 4U GmbH. Wenige Tage später stellte mousesports Nvidia als neuen Hauptsponsor vor, der das Team für die nächsten Jahre unterstützte. Das erste große internationale Turnier, die World Cyber Games 2002, beendete mouz auf dem dritten Platz.
Bald erweiterte mousesports sich mit weiteren Mannschaften. 2004 wurde eine Warcraft-III-Abteilung eröffnet, die an der WC3L und später auch an der NGL ONE teilnahm. Dennis „HasuObs“ Schneider, der drei Mal die ESL Pro Series gewonnen hat, ist von Anfang an bei mouz. Zu seinen ehemaligen Teamkollegen zählen unter anderem Jang „Moon“ Jae-ho und Yoan „ToD“ Merlo. In Unreal Tournament, Quake und FIFA war mousesports ebenfalls aktiv.
In der Counter-Strike-Serie ist mousesports seit seiner Gründung eines der erfolgreichsten deutschen Teams. Mit regelmäßigen Teilnahmen an internationalen Turnieren ist mouz das Aushängeschild des deutschen E-Sport. Anfang 2005 reiste das Team für mehrere Monate nach Asien, um an der ersten Saison der World e-Sports Games teilzunehmen. Währenddessen wurde es von einem Ersatzteam in der EPS vertreten, um die Lizenz nicht verfallen zu lassen.
2006 wurde der Norweger Ola „elemeNt“ Moum unter Vertrag genommen. Er zog extra wegen mousesports nach Berlin und war damit der erste E-Sport-Legionär Deutschlands. Die Zusammenarbeit hielt jedoch nur ein halbes Jahr, da es zu Kommunikationsproblemen kam und die Ergebnisse nicht zufriedenstellend waren. Später zog auch der Quake-Spieler Jason „socrates_“ Sylka zum Trainieren für ein halbes Jahr nach Berlin.
Anfang 2007 wurde die Zusammenarbeit mit dem Management von Freaks 4U GmbH eingeschränkt und mousesports formierte zu einer Limited Company. Zur Firma gehörte neben mouz auch das damals vor allem als World-of-Warcraft-Gilde renommierte Team Nihilum mitsamt ihrer gut besuchten Internetpräsenz.
Im Jahr 2008 startete das Counter-Strike-1.6-Team von mousesports ein Erfolgsserie auf nationaler Ebene. Von Sommer 2008 bis Frühling 2012 konnte mousesports neun Mal in Folge die ESL Pro Series gewinnen. Auch International konnten die Mäuse zur Weltspitze aufschließen und feierten Erfolge wie den ersten Platz auf der Global Challenge Dubai im Rahmen der ESL Intel Extreme Masters III. Überschattet wurde die Erfolgsserie von einem Todesfall. Am 28. Juli 2010 verunglückte der Counter-Strike-Spieler Antonio „cyx“ Daniloski bei einem Autounfall. Ursächlich war ein geplatzter Reifen. Er befand sich gerade auf der Rückfahrt vom Flughafen Frankfurt Main, nachdem er einen Flug nach Shanghai verpasst hatte. Dort sollte er mit seinem Team an einem Turnier der Intel Extreme Masters teilnehmen; ein Ersatzflug für den nächsten Morgen war bereits gebucht.
In Folge anhaltender Misserfolge und sinkender Preisgelder schloss mousesports seine 1.6-Abteilung im März 2012. Schon im April 2012 verpflichtete mouz ein britisches Roster in Counter-Strike: Global Offensive, welches jedoch keine nennenswerten Erfolge feierte. Erst mit dem Wiedereinstieg in die deutsche Szene konnte man in CS:GO erste kleinere Erfolge verbuchen. Die CS:GO-Abteilung ist seither von regelmäßigen Spielerwechseln geprägt.
Auch in Dota 2 hält mousesports seit 2011 immer wieder Spieler diverser Nationen unter Vertrag. Bisher nahmen die Mäuse drei Mal am The International teil (Stand: 2021). 2024 verpflichtete Mouz einen Großteil der Spieler von Team Tickles unter ihrem Banner.
Am 7. April 2016 stieg mousesports, mit der Übernahme des Vainglory Teams Rebirth of Empire, in das mobile MOBA Vainglory ein.
Im September 2019 verpflichtete man ein Team im Spiel Rocket League.

## CS:GO-Team (mittlerweile CS2)
Das Hauptaugenmerk der E-Sport-Organisation liegt hierbei auf dem Team in Counter-Strike: Global Offensive. Derzeit hält mouz keine Spieler mehr, welche bereits im Vorgänger Counter-Strike 1.6 für die Mäuse spielten.
Das Lineup ist gezeichnet von Spielerwechseln, die jedoch im Laufe der Zeit erste Erfolge brachten. Mousesports verpflichtete im März 2015 ein junges Talent namens Nikola „NiKo“ Kovač aus Bosnien und Herzegowina. Dieser entwickelte sich schnell von einem Ersatzspieler mit gebrochenen Englisch zu einem der besten Spieler der Welt in Counter-Strike: Global Offensive. Damit hat mousesports wieder einen Star-Spieler in der Counter-Strike Szene hervorgebracht wie zuvor zum Beispiel Fatih „gob b“ Dayik.
Am 15. Februar 2017 gab Mousesports bekannt, dass Nikola „NiKo“ Kovač für eine Ablösesumme in Höhe von einer halben Million Euro zum Team Faze wechselt. Es handelte sich dabei um die bisher höchste gezahlte Ablösesumme im eSport. Bekannt dafür, jungen Talenten eine Chance zu geben, vollzogen die Mäuse auch 2016 einen weiteren Wechsel. Tomáš „oskar“ Šťastný trat am 22. August 2016 der deutschen E-Sport-Organisation bei. Der von Hell Raisers zu mousesports gewechselte AWP-Spieler zeigte bereits in den ersten Spielen eine gute Leistung. Anfang Oktober 2016 gab Šťastný bekannt aus privaten Gründen eine Auszeit zu nehmen. Kurz darauf trennten sich der Tscheche und mousesports. Am 8. Oktober 2016 verpflichteten die Mäuse den Spanier Christian „loWel“ Garcia Antora als Ersatz für Šťastný. Auch auf der Coaching Ebene hat mousesports Verstärkung mit Sergey „lmbt“ Bezhanov bekommen.
Nachdem Mousesports beim Eleague Major: Atlanta 2017 bereits in der Gruppenphase ausgeschieden ist, hat sich das Team dazu entschlossen, dass sich etwas ändern muss. Aufgrund dessen Entscheid wurde Chris „chrisJ“ de Jong der seit 2013 bei den Mäusen spielte durch Tomáš „oskar“ Šťastný der zuvor schon bei Mousesports im Einsatz war ersetzt. Nachdem man beim PGL Major: Kraków 2017 nach drei Niederlagen und nur einem Sieg erneut in der Gruppenphase ausgeschieden war, wurden weitere Änderungen am Team durchgeführt. So wurde Christian „loWel“ Garcia Antora durch den zuvor bei Penta Sports aktiven Miikka „suNny“ Kemppi ersetzt. Das Team gewann seither das mit 200.000 € Siegerpreisgeld dotierte V4 Future Sports Festival in Budapest oder die vierte Saison der Star Ladder & i-League StarSeries.
Mit dem Sieg bei den ESL Pro League Season #10 feierte das Team im Dezember 2019 den größten Erfolg der Clangeschichte. Nicht zuletzt durch diesen Sieg kletterte das Team im Dezember 2019 auf den fünften Platz der Weltrangliste. Es folgte der Sieg beim cs_summit #5 und Platz 2 beim EPICENTER 2019. Das Team wurde von der Szeneseite 99damage.de als zweitbestes CS:GO Team des Jahres 2019 ausgezeichnet.
Insgesamt war das Jahr 2019 das erfolgreichste in der Geschichte des CS:GO-Teams. Im Februar 2020 scheiterte das Team überraschend in der Gruppenphase der ESL Intel Extreme Masters in Katowice. Am Ende stand der geteilte Platz 7 – 8. Anschließend hatte das Team eine anhaltende Formkrise, die unter anderem im frühzeitigen Aus bei der ESL One Cologne 2020 mündete.
2021 qualifiziert sich mouz für das PGL Major in Stockholm, wo das Team als 12.–14. den Einzug in die New Champions Stage knapp verpasste. Kurz vor dem Jahreswechsel verabschiedete die Organisation ihren Coach Torbjørn „mithR“ Nyborg und den Spieler Robin „ropz“ Kool. Am 3. Januar 2022 wurde der Scharfschütze des Teams Frederik „acoR“ Gyldstrand durch den Scharfschützen des Academy-Teams, Ádám „torzsi“ Torzsás ersetzt. Im gleichen Monat wurde Nathan „NBK-“ Schmitt unter Vertrag genommen, nachdem dieser im Juni 2021 seinen Rücktritt erklärt hatte. Mangels Erfolgen wurde Schmitt allerdings 2 Monate später durch einen weiteren MOUZ-NXT Spieler ersetzt, Jon „JDC“ de Castro. Trotz des unerwarteten Wechsels kurz vor dem PGL Antwerpen Major schaffte es das Lineup nicht, sich für dieses zu qualifizieren. Durch einen Sieg über BIG schaffte es das Team, sich für die Intel Extreme Masters XVII in Dallas, wo es nur für den 9.–12. Platz reichte. Bei der Global Esports Tour Dubai 2022 unterlag das europäische Lineup den Ninjas in Pyjamas. Bei der Intel Extreme Masters XVII in Köln erreichte das Team den 5.–6. Platz. Kurz vor dem Qualifier für das Intel Extreme Masters Major in Rio de Janeiro beschloss das Team, erneut einen Spieler des MOUZ-NXT Lineups, Dorian „xertioN“ Berman ins Team zu nehmen. Ausgewechselt wurde dafür Aurimas „Bymas“ Pipiras.
Am 18. Juni 2021 gab die Organisation die Gründung eines Academy-Teams bekannt, welches unter dem Namen „mouz NXT“ auflaufen würde. Als Ziel setzte sich da Team dabei, eine neue Generation von Spielern auszubilden. Das Nachwuchsteam konnte bereits mehr als 180.000 US-Dollar an Preisgeldern gewinnen.

## Aktive Spieler

### Counter-Strike 2
- Jimi „Jimpphat“ Salo (seit 2023)
- Dorian „xertioN“ Berman (seit 2022)
- Ádám „torzsi“ Torzsás (seit 2021)
- Ludvig „Brollan“ Brolin (seit 2024)
- Lotan „Spinx“ Giladi (seit 2025)
- Dennis „sycrone“ Nielsen (Coach, seit 2022)

(Quelle: )

### Counter-Strike 2 Academy Team
- Yeray „Joey“ Perez (seit 2025)
- Adrian „xelex“ Vincze (seit 2024)
- Brimir „blick“ Birgisson (seit 2024), (inaktiv)
- Niki „Cliqq“ Kinnunen  (seit 2024), (inaktiv)
- Serhij „Imbt“ Bezhanov (Coach, seit 2025)

(Quelle: )

### Paladins
- Ted „Kowa“ Hansson (seit 2017)
- Daniel „NTBees“ Byrne (seit 2017)
- Kuba „Andzejdudel“ Danczuk (seit 2017)
- Giulio „Cybe8“ Bavaresco (seit 2018)
- Espen „Sephicloud“ Krispien (seit 2018)
- Oliver „Slashwhine“ Pasgaard (seit 2017)

### Smite
- Jordan „BigManTingz“ Theaker (seit 2018)
- Nika „Nika“ Pataraia (seit 2018)
- Mohamed „Cherryo“ Dewedar (seit 2018)
- Bastien „Dardez“ Proust (seit 2018)
- Ethan „Jermain“ Batharsè (seit 2018)

### Unreal Tournament 4
- Dylan „dylan“ Cunningham (seit 2017)
- Aleksandr „s1aY“ Volkov (seit 2017)
- Klaus „frag^m“ Wiedemann (seit 2017)
- Sean „w)v“ Butcher (seit 2017)
- Mikael „znatch“ Lindahl (seit 2017)

### League of Legends
- Felix „Fornoreason“ Schummel (Toplane, seit 2024)
- Alex „Alex234“ Szymanski (Jungle, seit 2024)
- Armin „Kaymin“ Kaymer (Mitte, seit 2024)
- Dogukan „Dreilix“ Kartop (ADC, seit 2024)
- Valentin „Vaunted“ Gradow (Support, seit 2024)
- Simon „Flay“ Menne (Sub, seit 2024)

(Quelle: )

### Valorant
- Felix „al0rante“ Brandl (seit 2022)
- Murat „murii“ Korkmaz (seit 2023)
- Nico „Obnoks“ Garczarczyk (seit 2023)
- Ilari „iluri“ Puranen (seit 2023)
- Dawid „Filu“ Czarnecki (seit 2023)
- Jiri „KUNDIKUNDI“ Honkala (Coach, seit 2023)

### Andere Titel
- Benjamin „Problem X“ Simon (Street Fighter, seit 2017)
- Florian „oNio“ Roschu (Trackmania, seit 2011)
- Gabriel „HeRoMaRinE“ Segat (StarCraft II, seit 2011)
- Patrick „AzZze“ Strascheck (FIFA, seit 2014)

## Wichtige ehemalige Spieler
- Christian „Blizzard“ Chmiel (Counter-Strike, 2003–2007)
- Dennis „HasuObs“ Schneider (Warcraft III und StarCraft II, 2004–2015)
- Anton „Cooller“ Singow (Quake, 2005–2011)
- Yoan „ToD“ Merlo (Warcraft III, 2007–2008)
- Antonio „cyx“ Daniloski (Counter-Strike, 2007–2010)
- Fatih „gob b“ Dayik (Counter-Strike und Counter-Strike Global Offensive, 2007–2015)
- Finn „karrigan“ Andersen (Counter-Strike und Counter-Strike Global Offensive, 2010–2012, 2019–2021)
- Kuro „KuroKy“ Salehi Takhasomi (Dota 2, 2012–2013)
- Tizian „tiziaN“ Feldbusch (Counter-Strike Global Offensive, 2013–2014)
- Casper „cadiaN“ Møller (Counter-Strike Global Offensive, 2014)
- Johannes „tabseN“ Wodarz (Counter-Strike Global Offensive, 2014–2015)
- Johannes „nex“ Maget (Counter-Strike Global Offensive, 2015–2016)
- Nikola „NiKo“ Kovač (Counter-Strike Global Offensive, 2015–2017)
- Denis „denis“ Howell (Counter-Strike Global Offensive, 2015–2017)
- Timo „Spiidi“ Richter (Counter-Strike Global Offensive, 2014, 2015–2017)
- Tomáš „oskar“ Šťastný (Counter-Strike Global Offensive, 2016–2019)
- Martin „STYKO“ Styk (Counter-Strike Global Offensive, 2017–2019)
- Robin „ropz“ Kool (Counter-Strike Global Offensive, 2017–2021)
- Janusz „Snax“ Pogorzelski (Counter-Strike Global Offensive, 2018)
- Özgür „woxic“ Eker (Counter-Strike Global Offensive, 2019–2020)
- Aurimas „bymas“ Pipiras (Counter-Strike Global Offensive, 2020–2023)
- Jon „JDC“ de Castro (Counter-Strike Global Offensive, 2022–2023)

## Erfolge (Auszug)

### Counter-Strike 1.6
- vierzehnfacher deutscher Meister der ESL Pro Series (Seasons I, III, V, VII, IX, XII, 13, 14, 15, 16, 17, 18, 19 und 20)
- World Cyber Games 2002: 3. Platz
- CPL Winter 2003: 3. Platz
- World e-Sports Games 2005 Season 1: 3. Platz
- Electronic Sports World Cup 2005: 3. Platz
- ESL Intel Extreme Masters II: 1. Platz
- ESWC Masters of Paris 2008: 3. Platz
- ESL Intel Extreme Masters III GC Dubai: 1. Platz
- ESL Intel Extreme Masters IV European Championship Finals: 1. Platz
- World e-Sports Games e-Stars 2011: 5. Platz
- ESL Intel Extreme Masters VI GC Guangzhou: 2. Platz
- ESWC 2011: 3. Platz
- DreamHack Winter 2011: 4. Platz

### Counter-Strike: Source
- ESL Pro Series 2011 Winter 1. Platz (Season 19)
- ESL-Liga-Pokal 2011 Winter 1. Platz

### Counter-Strike: Global Offensive
- dreifacher deutscher Meister der ESL Meisterschaft (Seasons 25, 29 und 30)
- Halbfinaleinzug beim DreamHack Winter 2012
- Sieger der 99damage Arena #2 und #7
- ESEA Season 18 LAN: 4. Platz
- Acer Predator Masters Season #1: 2. Platz
- Intel Extreme Masters X – gamescom 2015: 4. Platz
- CEVO Finals Season 8: 2. Platz
- Acer Predator Masters Season #2: 1. Platz
- Halbfinalisten der Eleague Season 1
- Gfinity CS:GO Invitational 2016: 2. Platz
- ESL Pro League Season 4: Halbfinale
- ESL Pro League Season 5 Finals : Viertelfinale
- ESG Tour Mykonos 2017: 1. Platz
- DreamHack Winter 2017: 2. Platz
- Esports Championship Series Season 4 – Finals: 2. Platz
- Star Ladder & i-League StarSeries Season 4: 1. Platz
- V4 Future Sports Festival: 1. Platz
- Intel Extreme Masters XIII – Sydney: Halbfinale
- Halbfinalisten der Eleague Premier 2018
- ESL One New York 2018: 1. Platz[36]
- DreamHack Open Tours 2019: 1. Platz
- CS:GO Asia Championships 2019: 1. Platz
- ESL Pro League Season 10: Finals: 1. Platz
- cs_summit #5: 1. Platz
- GG.Bet ICE Challenge 2020: 1. Platz
- cs_summit #7: 3. – 4. Platz
- Snow Sweet Snow #3: 1. Platz
- IEM Rio Major 2022: 3./4. Platz
- ESL Pro League Season 18 2023: 1. Platz[37]

### Starcraft II
- Dreamhack Winter 2010: 1. Platz – Santeri „Naama“ Lahtinen[38] und 2. Platz – Komincz „MaNa“ Grzegorz[39]
- IEM Season V – Global Challenge Cologne: 1. Platz – Stefan „MorroW“ Andersson[40]
- HomeStory Cup I: 3. Platz – Stefan „MorroW“ Andersson[40]
- HomeStory Cup II: 3. Platz – Komincz „MaNa“ Grzegorz[39]
- Assembly Summer 2011: 2. Platz – Komincz „MaNa“ Grzegorz[39]
- Assembly Winter 2011: 2. Platz – Stefan „MorroW“ Andersson[40]
- IGN ProLeague Season 2: 3. Platz – Komincz „MaNa“ Grzegorz[39] und 4. Platz – Marcus „ThorZaIN“ Eklöf[41]
- European Battle.net Invitational 2011: 3. Platz – Marcus „ThorZaIN“ Eklöf[41]
- ESET Summer Masters 2011: 1. Platz – Komincz „MaNa“ Grzegorz[42]
- IEM Season VI – Global Challenge Cologne: 3. Platz – Komincz „MaNa“ Grzegorz[39]
- ESL Pro Series Summer 2011 1on1: 2. Platz – Dennis „HasuObs“ Schneider[43]
- Ultimate Gaming Championship: 1. Platz – Dennis „HasuObs“ Schneider[43]
- TSL3 TeamLiquid Star League: 1. Platz – Marcus „ThorZaIN“ Eklöf[41] und 4. Platz – Dennis „HasuObs“ Schneider[43]
- Torneo ESL Starcraft2: 1. Platz – Dennis „HasuObs“ Schneider[43]
- North American Star League Season 2: 4. Platz – Marcus „ThorZaIN“ Eklöf[41]
- IEM Season VI – Global Challenge Guangzhou: 4. Platz – Dennis „HasuObs“ Schneider[43]
- NorthCon 2011: 1. Platz – Dennis „HasuObs“ Schneider[44]
- Gamers Assembly 2012: 2. Platz – Komincz „MaNa“ Grzegorz[39]
- DreamHack Open/Stockholm 2012: 1. Platz – Marcus „ThorZaIN“ Eklöf[41]
- ESL Pro Series Spring 2012: 1. Platz – Dennis „HasuObs“ Schneider[43]
- 2012 StarCraft II World Championship Series: Germany Nationals: 2. Platz Dennis „HasuObs“ Schneider[43]
- DreamHack Open/Sommer 2012: 1. Platz Grzegorz „MaNa“ Komincz[39]

### Warcraft III
- dreifacher deutscher Meister der ESL Pro Series (Seasons X, XI, XVI) – Dennis „HasuObs“ Schneider
- WC3L Season VIII: 3. Platz
- NGL ONE 2007: 2. Platz
- NGL ONE 2007/2008: 3. Platz
- WC3L Season XIII: 2. Platz

### DotA 2
- Star Championship, Kiev 2011: 4. Platz
- Dota2Replays Brawl 2012: 1. Platz
- The GD Studio: Arena #1 2012: 1. Platz
- DreamHack Summer 2012: 3. Platz
- The International 2013 Western Qualifier: 1. Platz
- RaidCall EMS One Cup 2: 1. Platz
- RaidCall D2L Season #3: 2. Platz
- Premier League Season 5: 2. Platz
- The International 2014 European Qualifier: 1. Platz
- ESL One Frankfurt 2014: 5. – 8. Platz
- The International 2014 11. Platz

### Trackmania (Nations)
- ESL Pro Series #17 Winter Season: 2. Platz (oNio)
- ESL Pro Series #18 Summer Season: 1. Platz (oNio)
- ESL Pro Series 2011 Winter 2. Platz (Scream)

### Trackmania (Canyon)
- Electronic Sports World Cup (ESWC): 2. Platz (oNio)

### Trackmania 2 Stadium
- Electronic Sports World Cup 2015 (ESWC): 8. Platz (oNio)[45]
- Gamers Assembly 2016 (GA2016): 5. Platz (oNio)